# Штявнічанка
Штявнічанка (словац. Štiavničanka) — річка в Словаччині, ліва притока Вагу, протікає в окрузі Ружомберок.
Довжина приблизно 9,1—10,1 км. Витік знаходиться в масиві Низькі Татри на висоті близько 925 метрів. Протікає територією сіл Ліптовська Штявниця; Штявнічка і міста Ружомберок. Впадає річка Лудровчанка.
Впадає у Ваг на висоті приблизно 480—485 метрів.